# Xã West Prairie, Quận Poinsett, Arkansas
Xã West Prairie (tiếng Anh: West Prairie Township) là một xã thuộc quận Poinsett, tiểu bang Arkansas, Hoa Kỳ. Năm 2010, dân số của xã này là 894 người.